# 石田榮一
石田 榮一（いしだ えいいち、1931年 - ）は、日本の法学者・教育者。専門は、商法・手形法・小切手法。中央大学法学部通信教育課程出身の生え抜き教員の一人。東京出身。
中央大学法学部通信教育課程卒業。その後、一橋大学大学院法学研究科修士課程修了(指導：田中誠二)。1960年、英語塾を経営。1964年、西山英学院英語専門部長。桐生短期大学生活デザイン科非常勤講師。1967年、桐生短期大学生活デザイン科専任講師。中央大学法学部通信教育課程インストラクター(1986年まで)。1969年、桐生短期大学生活デザイン科助教授。1978年、上武大学商学部助教授。1981年、上武大学商学部教授。1986年、上武大学経営情報学部教授。1997年、高岡法科大学法学部教授。2001年、高岡法科大学大学院法学研究科教授。2002年、高岡法科大学定年退職。引き続き同法学部教授として嘱託採用。2003年、高岡法科大学嘱託終了。高岡法科大学大学院法学研究科非常勤講師（2006年まで）。

## 著書
- 星野長七ほか編『重要問題と解説　手形法・小切手法』（分担執筆、法学書院、初版1973年・改訂版1985年）
- 山村忠平編『法学要覧　商法Ⅰ　商法総則・商行為法』（分担執筆、評論社、1977年）
- 堀口亘編『演習ノート　手形法・小切手法』（分担執筆、法学書院、初版1982年・改訂第2版2003年）
- 堀口亘編『法学基本講座　会社法100講』（分担執筆、学陽書房、初版1983年･改訂版1993年）
- 堀口亘ほか共著『基本法学双書　商法総則・商行為法』（青林書院、1987年）